# Litoria lakekamu
Litoria lakekamu — вид жаб родини Pelodryadidae. Описаний у 2023 році.

## Поширення
Ендемік Нової Гвінеї. Поширений у басейні річки Локекаму в провінції Галф на півдні Папуа Нової Гвінеї. Живе у швидких лісвих потоках.

## Опис
Довжина тіла самця 22,0–22,8 мм. Спинка в житті переважно зелена; сошкові зуби відсутні; барабанна перетинка нечітка. Жаба має чітку лимонно-жовту середню бічну лінію.